# معماری صدر مسیحیت
معماری صدر مسیحیت را به‌طور کلی می‌توان به دو بخش بیش از از کنستانتین (از سال ۳۱۳–۵۰ میلادی و پس از از کنستانتین (از سال ۳۱۴ تا سال سقوط امپراتوری) تقسیم نمود. دوره نخست را "دوره پیگرد" و دوره دوم را "دوره بازشناسی "می‌گویند.
به‌طور کلی در بررسی معماری صدر مسیحیت می‌توان دو نوع پلان عمده را تشخیص داد.
- ۱- پلان باسیلیکایی که به عبارتی به کلیسای با پلان طولی نیز معروف است.
- ۲- پلان مدور که به تقلید از پلانهای رومی در ساخت کلیسا رواج یافته است.

کلیسای سانتا ماریا دلفیوره (آرامگاه دختر کنستانتین):این بنا در اصل منضم به کلیسای رومی" سنت آنیس "در خارج شهر بود. فضای داخلی به دو قسمت مشخص و متمایز تقسیم شده‌است. یکی تالار گرد و گنبددار مرکزی است که به وسیلهٔ ردیف پنجره زیر سقف روشنی می‌گیرد و در واقع به منزله شبستان کلیسای طولی (مستطیل شکل) است، و دیگری غلام گردشی با تاق گهواره‌ای است که همچون حلقه‌ای به دور تالار مرکزی قرار گرفته‌است. این یک نمونه پلان مدور می‌باشد.
کلیسای مزار مقدس: انواع پلان‌های مدور باسیلیکایی، طرح‌های مرکزی و دوار یکی برای جاودان ساختن کسی و دیگری به منظور تجمع، نخستین به فرمی نسبتاً از هم گسسته در طرح بازسازی شده و کلیسای مزار مقدس مورد بررسی قرار گرفته‌است. از ساختمان این بنا که پیش از ۳۳۳ میلادی آغاز شده بود در سال ۶۱۳ میلادی تخریب شد ۱. این بنا باسیلیکایی نسبتاً کوچک است که دهلیز سرگشاده کوچکی در ابتدای آن واقع شده‌است. در حیاط پشت باسیلیکا دو نقطه قابل احترام قرار دارد:یک صخره تصلیب در یک طرف و مزاری مقدس با پوششی از بنای گنبدی در عقب.